# Enrique Sesma
Enrique Sesma, teljes nevén Enrique Sesma Ponce de León (Puebla, 1927. április 22. –) mexikói válogatott labdarúgó, csatár.

## Pályafutása
Sesma pályafutása során három csapatban fordult meg játékosként. Első klubja a Marte volt, ahol 1948-tól hat évet töltött. A „Marcianos”-szal egy bajnoki címet szerzett 1954-ben. Következő állomáshelye a Deportivo Toluca volt, itt újabb hat évig játszott. Legjobb eredménye itt két bajnoki ezüstérem volt 1957-ből és 1958-ból, de a kupában sikerült a csúcsra jutnia 1956-ban. 1960-tól egy évet játszott még az Atlantéban is, majd visszavonult.
Bár már 1949-ben bemutatkozott a válogatottban, első tornája, amin részt vehetett, az 1958-as világbajnokság volt. A nemzeti csapatban összesen tíz meccsen kapott lehetőséget, melyeken két gólt szerzett.

## Sikerei, díjai
- Bajnok (1): 
  - 1953-54
- Kupagyőztes (1):
  - 1955-56
- Szuperkupa-győztes (1): 
  - 1954